# Norman Joseph Woodland
Norman Joseph Woodland (Atlantic City (New Jersey), 6 september 1921 – Edgewater, 9 december 2012) wordt beschouwd als de bedenker van de streepjescode, waarop hij in 1952 patent verkreeg. Hij werkte samen met klasgenoot Bernard Silver (1924-1963).

## Biografie
Woodland, de oudste van twee zonen van Joodse ouders, ging na de Atlantic City High School studeren aan de Drexel-universiteit te Philadelphia. In 1947 behaalde hij er zijn bachelordiploma werktuigbouwkunde. Voor zijn afstuderen, gedurende de Tweede Wereldoorlog, volbracht hij zijn diensttijd als technisch assistent bij het Manhattanproject in Oak Ridge (Tennessee). Van 1948 tot 1949 werkte hij bij de Drexel als docent werktuigbouwkunde.
In 1948 ving postdoctoraal student Bernard Silver een opmerking op die een directeur van een supermarktketen maakte tegen een universiteitsdecaan. De directeur wilde een systeem bij de kassa dat automatisch productinformatie verzamelde. De decaan legde het verzoek naast zich neer, maar Silver besprak het met Woodland en samen besloten ze op zoek te gaan naar een oplossing.
Woodland zegde zijn baan op en vertrok naar zijn grootvaders appartement in Florida. De oplossing werd door hem gevonden in de punten en strepen van morsecode. Op het strand tekende hij in het zand de punten en strepen en door ze met zijn vingers uit te trekken ontstond een patroon van dunne en dikke lijnen. Hij besprak het idee met Silver en gecombineerd met de filmgeluidstechnologie – uitgevonden door Lee De Forest in de jaren 1920 – vroegen ze op 20 oktober 1949 octrooi aan op de streepjescode.
In 1951 trad Woodland in dienst van IBM, en hoewel Woodland en Silver wilden dat IBM de technologie verder ontwikkelde, was het commercieel niet realiseerbaar. Belangrijkste reden was dat de laserscantechnologie destijds nog niet bestond. Daarop verkochten ze in 1952 het octrooi aan Philco voor $15.000, die het later dat jaar doorverkocht aan RCA. Tot in de jaren 1960 ging RCA verder om een commercieel product te ontwikkelen, totdat het octrooi in 1969 verliep.
In 1969 bracht RCA het idee in de belangstelling van de National Association of Food Chains en samen formeerden ze de U.S. Supermarket Ad Hoc Committee on a Uniform Grocery Product Code. Concurrent IBM raakte in 1971 erbij betrokken en herontdekte het eerdere werk van Woodland en plaatste hem over naar hun North Caroline faciliteiten. Daar zou hij een sleutelrol spelen in de belangrijkste versie van de technologie, de Universal Product Code (UPC), die RCA versloeg in de wedloop. In 1973 ontving Woodland van IBM de Outstanding Contribution Award. Het jaar erop werd in een supermarkt in Ohio het eerste product, een pakje kauwgom, met een streepjescode gescand. Tot aan zijn pensionering in 1987 bleef hij in dienst van IBM.

## Erkenning
In 1992 werd Woodland door President George H.W. Bush onderscheiden met de National Medal of Technology voor zijn bijdrage aan de streepjescodetechnologie. In 2011 werden Woodland en Silver opgenomen in de National Inventors Hall of Fame.